# Ylldren Ibrahimaj
Ylldren Ibrahimaj (* 24. Dezember 1995 in Arendal, Norwegen) ist ein kosovarischer Fußballspieler.

## Karriere

### Verein
Ibrahimaj begann seine Karriere beim IK Grane Arendal. Zur Saison 2012 wechselte er zum Viertligisten Arendal Fotball. Mit Arendal stieg er 2012 in die dritte Liga auf, 2016 folgte dann der Aufstieg in die 1. Division. Sein Debüt in der zweithöchsten Spielklasse gab er daraufhin im April 2017 gegen den Mjøndalen IF. In seiner ersten Zweitligasaison kam er in 29 von 30 Saisonspielen zum Einsatz, die übrige Partie verpasste er gesperrt. Mit Arendal stieg er zu Saisonende als Tabellenletzter allerdings direkt wieder aus der zweiten Liga ab.
Daraufhin verließ Ibrahimaj den Verein nach sechs Jahren und 130 Ligaeinsätzen und schloss sich zur Saison 2018 dem Zweitligisten Mjøndalen IF an. Für Mjøndalen kam er zu 15 Einsätzen in der 1. Division, ehe er den Verein bereits nach einem halben Jahr im Juli 2018 wieder verließ und zum Ligakonkurrenten Viking Stavanger wechselte. In Stavanger kam er bis Saisonende zu elf Zweitligaeinsätzen, in denen er drei Tore erzielte. Mit Viking stieg er zu Saisonende in die Eliteserien auf.
Nach dem Aufstieg debütierte der Offensivspieler im März 2019 in der höchsten norwegischen Spielklasse. In seiner ersten Erstligaspielzeit kam Ibrahimaj zu insgesamt 28 Einsätzen und vier Toren. Zudem bestritt er in der Saison 2019 alle sieben Pokalspiele für Viking Stavanger und wurde mit dem Verein norwegischer Pokalsieger.
In der Saison 2020 absolvierte er 29 der 30 Saisonspiele (eines verpasste er gesperrt) und erzielte dabei sieben Tore. Nach dem Ende seines Vertrags in Stavanger verließ er den Verein nach der Saison 2020 und wechselte im Januar 2021 nach Russland zu Ural Jekaterinburg. Dort kam er in seiner ersten Halbsaison zu sechs Einsätzen in der Premjer-Liga.
Nachdem er in der Saison 2021/22 bis zur Winterpause nur noch drei Partien absolviert hatte, wurde sein Vertrag in Jekaterinburg im Februar 2022 aufgelöst. Kurz darauf kehrte Ibrahimaj nach Norwegen zurück und schloss sich dem Lillestrøm SK an.
Dort bestritt er in seiner ersten Saison alle 30 Ligaspiele, in denen er vier Tore schoss, und sieben Pokalspiele. In der Saison 2023 waren es 29 Ligaspiele mit zwei geschossenen Toren. In einem Spiel war er wegen der fünften gelben Karte gesperrt. Hinzu kamen zwei Pokalspiele und vier Spiele in der Qualifikation zur Conference League.

### Nationalmannschaft
Ibrahimaj debütierte im Januar 2020 in einem Testspiel gegen Schweden für die kosovarische Nationalmannschaft. Zu weiteren Einsätzen kam es bis November 2024 nicht.

## Erfolge
- Gewinner norwegischer Pokal: 2019